# Estreito de Câmara de Lobos
Estreito de Câmara de Lobos é uma vila portuguesa sede da Freguesia de Estreito de Câmara de Lobos do Município de Câmara de Lobos, freguesia com 8,14 km² de área e 9348 habitantes 
(censo de 2021), tendo, por isso, uma densidade populacional de 1 148,4 hab./km².

## Geografia
Localiza-se a uma latitude 32,667 (32°40') Norte e a uma longitude 16,9833 (16°59') Oeste, estando a uma altitude de 460 metros. Tem montanhas a norte, onde se situam algumas das levadas da Madeira - cursos de água que usam a força da gravidade para uso da agricultura local.
No Estreito de Câmara de Lobos existe uma das estradas regionais mais antigas, que o liga ao município da Ribeira Brava e ao do Funchal. Faz fronteira com a freguesia de Câmara de Lobos a sul e oeste, com a freguesia do Jardim da Serra a norte, com a freguesia da Quinta Grande a oeste e com o concelho do Funchal a leste. 
A sede da freguesia, a povoação homónima de Estreito de Câmara de Lobos, foi elevada à categoria de vila em 1994.
As atividades principais são a agricultura e a construcção civil. A freguesia é famosa pela producção de Vinho Madeira - sendo talvez a freguesia que mais produz em toda a Região - e pela "Espetada" - carne de vaca num espeto de louro (tradicionalmente).

## História
A paróquia do Estreito de Câmara de Lobos foi criada em 1509, ao passo que a origem da denominação da data da freguesia, aposta para 1515. Admite-se no entanto, que antes da criação da paróquia ou freguesia, esta tenha sido um curato, com sede numa pequena ermida, construída em madeira, por frades franciscanos no ano de 1440.

### Designação do local
A designação de lugar não definido no registo cadastral enquanto espaços administrativos, pertence ao domínio da tradição oral dos seus habitantes. 
Apesar de não existirem dados precisos sobre a origem da denominação da freguesia, o Estreito de Câmara de Lobos deve o seu nome a um pequeno lugar, que ficava situado muito perto do local onde se encontra implantada a igreja paroquial e que devido às suas características físicas ou orográficas, era conhecido por estreito.

## Economia
Esta é uma freguesia, tal como muitas outras, cuja economia local assenta no sector primário. Embora pouco atractiva para os mais novos, a agricultura, de tipo familiar e artesanal, emprega um importante volume de mão-de-obra, sobretudo na produção vitivinicultura. É a terra onde se produz grande parte da uva que sustenta a fama do Vinho Madeira. Em 1999, o número total de explorações agrícolas era de 149 para uma superfície agrícola utilizada de 46 hectares e uma superfície agrícola não utilizada de 10 hectares.
A par da restauração, desenvolvem-se na freguesia outras actividades ligadas ao pequeno comércio, a alguns serviços e à pequena indústria, em sectores como a construção civil, panificação, serralharia, móveis, blocos de betão. Na verdade, a construção civil e os serviços são as áreas do tecido económico local que mais emprego e riqueza geram.
Em termos de artesanato têm maior expressão os bordados, as obras de vime, a cestaria e os trabalhos de ferreiro, latoeiro, tanoaria e as artes plásticas.
Segundo dados do INE, a freguesia do Estreito de Câmara de Lobos regista uma taxa de actividade de 42,1%.

## Demografia
A população registada nos censos foi:
Nota: Em 1996, pelo Decreto Legislativo Regional nº 11/96/M, de 4 de abril de 1996, foi criada a freguesia de Jardim da Serra com território da freguesia de Estreito de Câmara de Lobos.
| Distribuição da População por Grupos Etários | Distribuição da População por Grupos Etários | Distribuição da População por Grupos Etários | Distribuição da População por Grupos Etários | Distribuição da População por Grupos Etários |
| -------------------------------------------- | -------------------------------------------- | -------------------------------------------- | -------------------------------------------- | -------------------------------------------- |
| Ano                                          | 0-14 Anos                                    | 15-24 Anos                                   | 25-64 Anos                                   | > 65 Anos                                    |
| 2001                                         | 2628                                         | 1897                                         | 4809                                         | 902                                          |
| 2011                                         | 2134                                         | 1620                                         | 5438                                         | 1077                                         |
| 2021                                         | 1350                                         | 1291                                         | 5293                                         | 1414                                         |

## Educação
De entre os estabelecimentos de ensino encontra-se a Escola Básica do 2º e 3º Ciclos do Estreito de Câmara de Lobos, com vista a substituir a que existiu anteriormente. A obra foi realizada pelo MEIC, tendo sido projectada por Maria do Carmo. De relevo, o facto de ter sido a primeiro do seu género a ser construída na Madeira. Foi sofreu vários melhoramentos ao longo do tempo.

## Património
- Centro Cívico do Estreito;
- Igreja do Garachico - Esta igreja está situada no sítio do Garachico. Invoca Nossa senhora do Bom Sucesso. Esta destinava-se à prestação de serviços religiosos à comunidade. Após anos, a ermida ficou sem serviço e em poucos anos ficou em ruínas. No ano de 1777 Caetano Luís de Faria, procedeu à sua reedificação, tendo para o efeito, celebrado a escritura de dotação da capela de Nossa Senhora do Bom Sucesso. O facto dos atos religiosos aí realizados serem muito concorridos por pessoas não só da localidade como também de muitos sítios vizinhos, fez com que o pároco de Câmara de Lobos, não satisfeito com este facto, levantasse a questão da localização da capela e a sua jurisdição. Em consequência disso, a 14 de Julho de 1807, foi efetuada uma vistoria para que as pessoas pudessem manifestar a sua opinião. Após ouvidas as pessoas mais antigas da localidade, foi declarada a capela como ficando na partilha das duas freguesias, Estreito e Câmara de Lobos, mas que por ter sido construída em terra da freguesia do Estreito, deveria continuar filial da matriz de Nossa Senhora da Graça desta freguesia. A capela de Nossa Senhora do Bom Sucesso está associada ao assassinato do padre Joaquim André dos Santos Passos ocorrido no dia 22 de Maio de 1927. Após a celebração da missa dominical foi barbaramente assassinado por um indivíduo, a quem havia recusado casar, em segundas núpcias, pelo facto da sua primeira mulher ainda se encontrar viva. Com a criação da paróquia do Garachico, a 1 de Janeiro de 1961 passou esta capela a servir de sua sede paroquial, tendo em 1963, seria destruída para dar lugar à construção da atual igreja.
- Igreja da Encarnação - Esta situada no lugar de Vargem, Estreito de Câmara de Lobos. O início da construção desta igreja foi em 1966, tendo sido benzida no ano seguinte. As obras só foram concluídas em 1995, com o arranjo do adro e a construção do salão e do centro paroquial. O projeto adotou um estilo neogótico sóbrio e equilibrado, com a frontaria de empena rasgada por um portal ogival com uma rosácea por cima e duas frestas estreitas e altas dos lados. No interior, assinala-se a abside poligonal da capela-mor, que, em coerência com o ambiente neogótico do conjunto, apresenta nervuras radiantes de um fecho central superior, abrindo-se frestas nos panos verticais assim definidos.
- Igreja de Nossa Senhora da Graça;
- Capela de Santo António - Atual capela com a invocação de Santo António, existente na freguesia do Estreito de Câmara de Lobos, situa-se no sítio da Quinta de Santo António. Foi mandada construir, por volta de 1778/80, por D. José de Brito em substituição de uma outra capela já existente, erguida em 1705 e que se encontrava em grande estado de degradação. A sua bênção teve lugar a 25 de Junho de 1780, mediante autorização dada ao vigário local, por provisão do dia 23 do mesmo mês.
- Capela do Calvário - Esta capela foi construída em 1963, por iniciativa de Maria Virgínia da Encarnação Pestana, com o apoio de várias pessoas da localidade, em terreno cedido, para o efeito, pelo Dr. Castro Jorge. Uma capela com a invocação da Vera Cruz, localizada no Calvário, na freguesia do Estreito de Câmara de Lobos. Em 2004, devido à construção da rua do Calvário e necessidade de alargamento do arruamento, esta capela foi destruída. Em sua substituição foi construída uma outra capela com a mesma invocação, mas implantada a alguns metros a norte. As obras desta capela viriam a ser inauguradas no dia 27 de Abril de 2004.
- Capela das Almas;
- Capela de Santa Ana - Localizada na Ribeira Fernanda, na freguesia do Estreito de Câmara de Lobos, a capela da evocação de Santa Ana, foi, segundo o Elucidário Madeirense, mandada construir por um tal morgado Cardoso. Segundo a descrição existente na pia de água benta, a capela terá sido construída no ano de 1768, junto a uma casa solarenga. Em meados do século XX, João Justino dos Santos adquiriu a capela e mandou reconstruí-la, devido ao seu estado de degradação. As obras de reconstrução da capela terminaram a 7 de Agosto de 1963. Atualmente a capela pertence à igreja paroquial de Nossa Senhora da Graça do Estreito de Câmara de Lobos, na sequência de uma doação feita pelos herdeiros de João Justino dos Santos. Na capela existe apenas a pia de água benta, bem como uma tela representando Santa Ana a ensinar a sua filha, Nossa Senhora.

- Mercado Municipal do estreito de Câmara de Lobos: O mercado Municipal do Estreito de Câmara de Lobos, situa-se no centro da freguesia no local onde antes fora construído e funcionara um armazém de vinhos da empresa "Silva Vinhos, Lda.", entre a Alameda do Mercado e Rua do Mercado. A sua inauguração teve lugar em Julho de 2005 e veio substituir um outro primitivamente construído na rua Prof. José Joaquim da Costa. No edifício mais tarde veio a ser inaugurado, em 2008, o Centro Comunitário e Social do Estreito de Câmara de Lobos.[8]

## Galeria

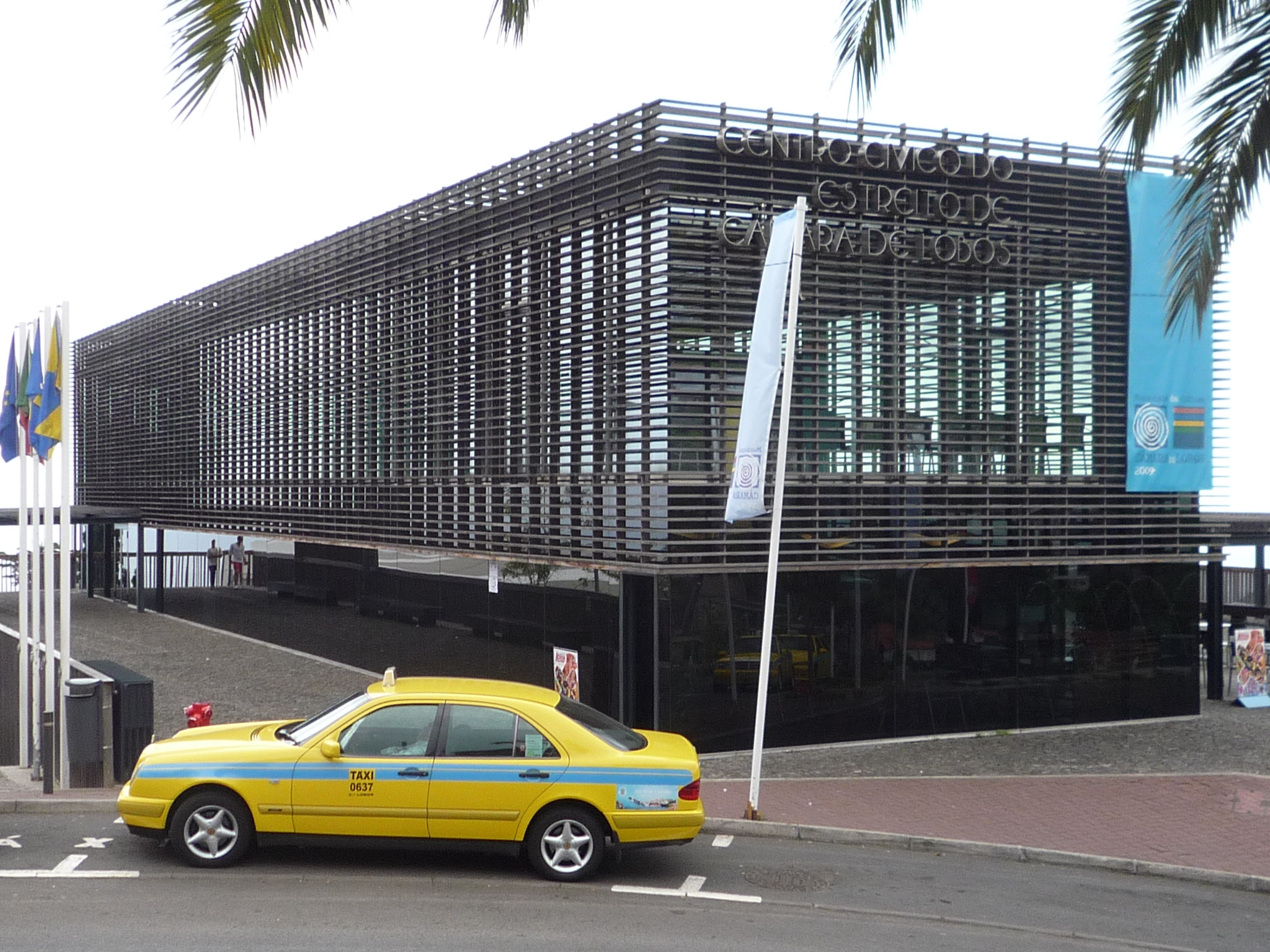
Centro Cívico
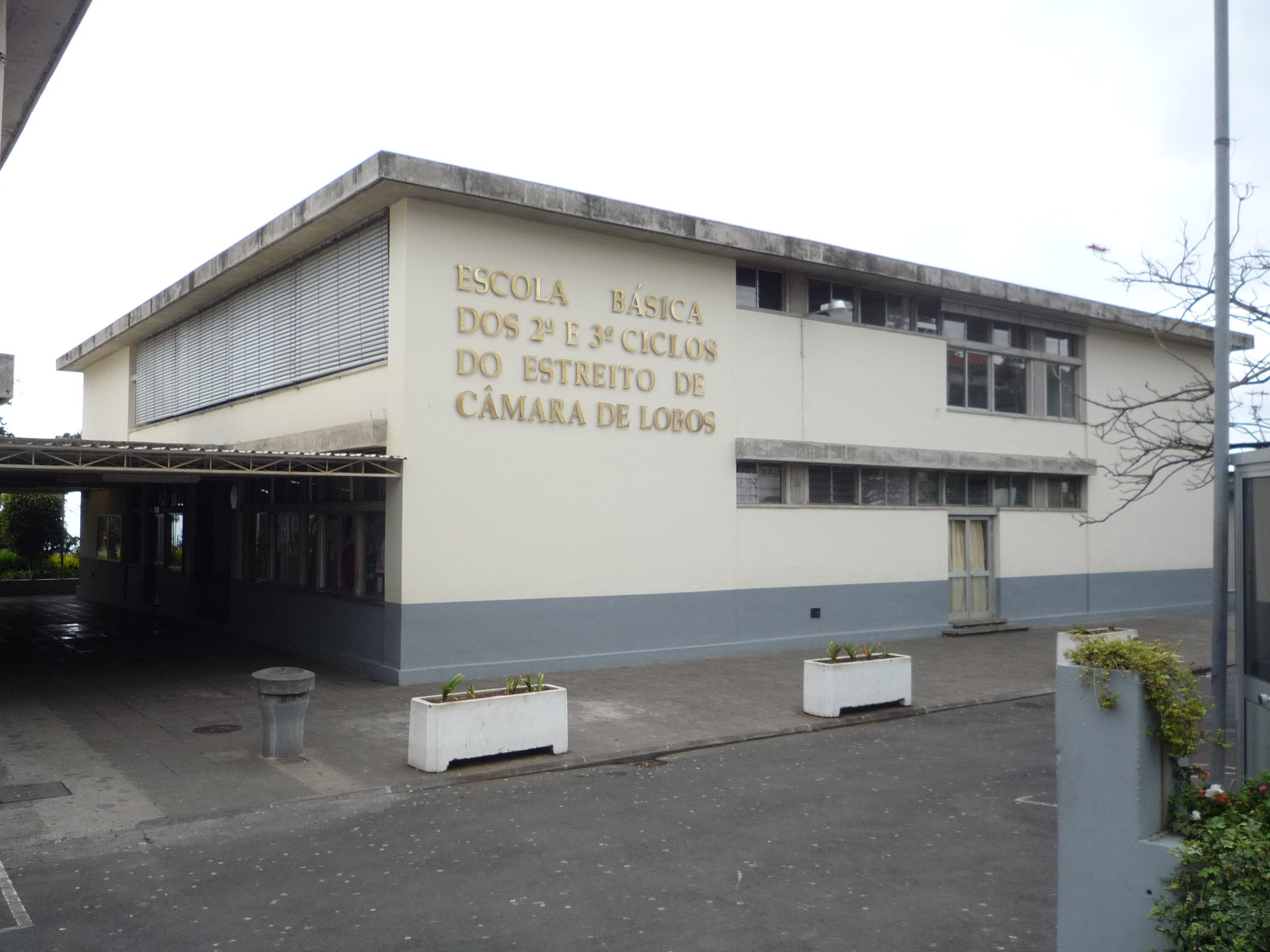
Escola Básica dos 2° e 3° Ciclos
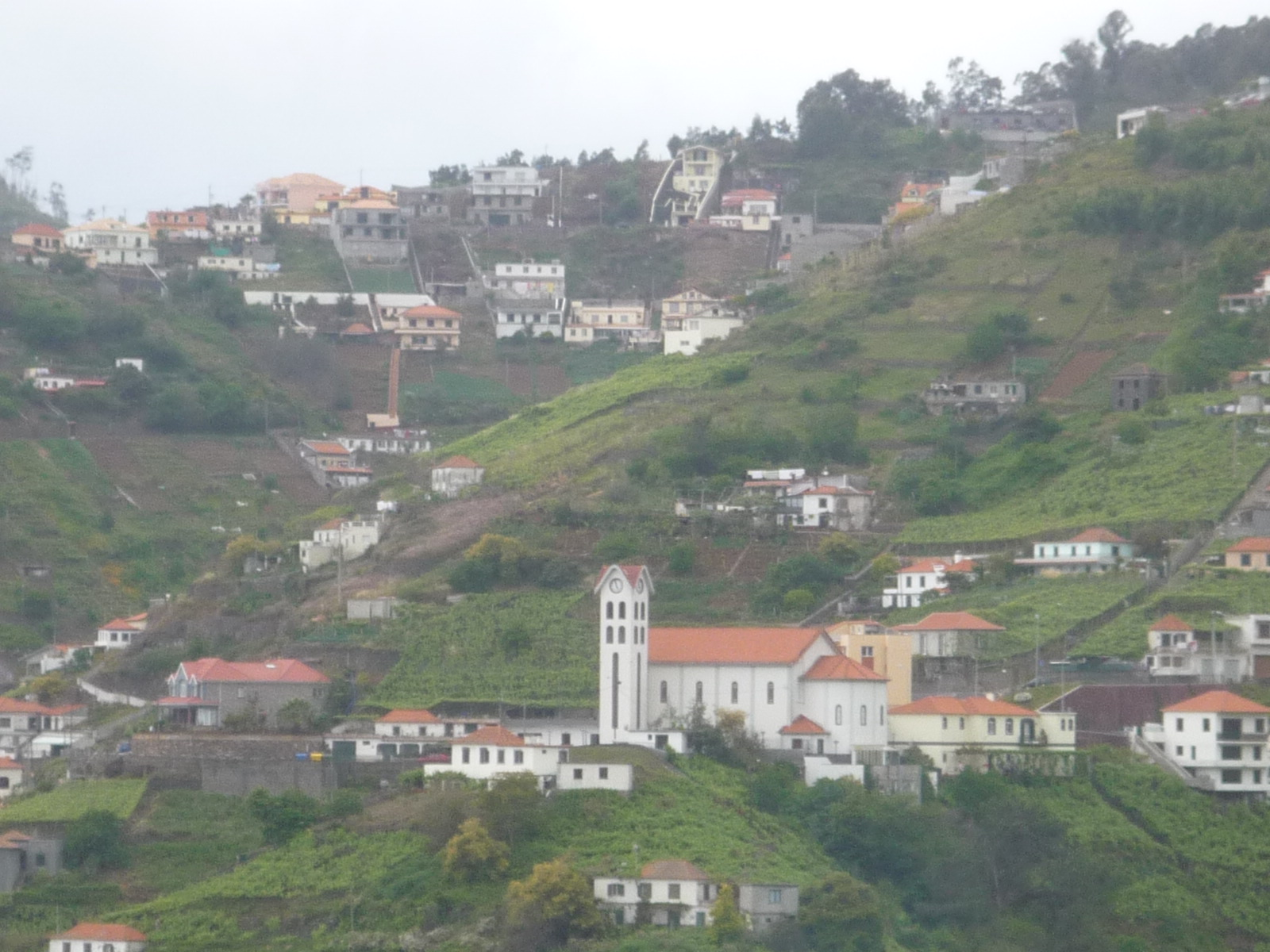
Garachico, Igreja da Nossa Senhora do Bom Sucesso